# オルトレ・イ・チンクワンタ
『オルトレ・イ・チンクワンタ』は、1993年10月1日から1994年3月31日までフジテレビおよび一部系列局で放送されたフジテレビ制作の朝の情報番組。通称「オルチン」。放送時間は毎週月曜 - 金曜 5時45分 - 6時30分 (JST) 。

## 出演者

### メインMC
- 車だん吉
- 平松あゆみ（当時フジテレビアナウンサー） - 月曜日は『笑っていいとも!』テレフォンアナウンサーを兼務。
- 平松が体調不良の時は、河野景子や八木亜希子（いずれも当時フジテレビアナウンサー）などがピンチヒッターを務めていた。

### レギュラー
- 小島宏之（漫談家） - 主に「オルチン天気予報」のテーマ曲をアコーディオンで生演奏していた。
- 小井戸秀宅（振付師） - タオルを用いた番組オリジナル「オルチン体操」を考案、エンディングではこの体操を自ら実演していた。

## 特徴
そもそも開始当初の番組タイトル「オルトレ・イ・チンクワンタ」とはイタリア語で「50歳以上」（イタリア語表記：oltre i cinquanta）という意味であり、人生の再スタートは50歳からということで、本番中の出演者・ゲスト・番組スタッフ全員が、オルチン年齢（実年齢に50を減じた値。50歳を0歳とし、それ以下はマイナスで表示）の名札を付けていた。ちなみに司会の車だん吉の番組開始当時のオルチン年齢はマイナス1歳。
高齢者向けとされる番組ながら、内容は非常にアバンギャルドで、高齢者向け、また早朝番組としては過激とも言えるコーナーもあった。前期～中期のオープニングは、けたたましいハウスミュージックをバックに、高齢のボディービルダーの男性をフィーチャーするというアバンギャルドなものであった。セクシーな水着姿の女性を登場させたお色気コーナーも初期に存在した。
番組に応募した高齢者が自ら自慢のネタを番組で披露したり、番組の主催で高齢者が参加のスポーツ大会が開催されたりなどの明るい話題もあれば、つい先日まで番組に元気な姿で出演していた高齢者の突然の訃報が番組内で報じられたりするなど、高齢者対象番組ならではの悲喜こもごものエピソードがあった。
スタジオは持たず、当時河田町にあったフジテレビ社屋の駐車場から生放送していた。
時は1993年米騒動の真っ只中で、目黒区の米穀店「スズノブ」提供による国産米の視聴者プレゼントが、しばしば実施された。
その後、3ヶ月足らずで略称の「オルチン」が正式な番組名になり、番組内容も全体的にマイルドになり、放送する場所もそれまでスタジオ代わりにしていた屋外から社屋内のスタジオにセットを組んで放送する形に移った。
「オルチン」終了後の後継番組である『めざましテレビ』で例えるなら、「イマドキ」「ココ調」などの原型にあたるコーナーと天気予報のコーナーを先取っていた番組でもあった。

## スタッフ
- プロデューサー：中山良三（フジテレビ）、奥村浩
- 制作協力：メディア・レモラス、オン・エアー
- 制作著作：フジテレビ

## テーマソング
- いつも上機嫌（作詞：藤井青銅・高橋ひろ、作曲：高橋ひろ、歌：高橋ひろ）

## 番組終了後
1994年3月31日の放送を最後に番組は終了したが、その後は共に放送されていた『FNN おはよう!サンライズ』の後継番組として『めざましテレビ』へと受け継がれた。同番組は、現在でもフジテレビの朝の看板番組として放送され続けている。

## 放送局
特筆の無い限り全て同時ネット。
- フジテレビ
- 北海道文化放送[1]
- 石川テレビ - 初回から1993年12月24日まで放送[2]。
- 東海テレビ - 初回から1994年2月18日まで放送[3]。
- 関西テレビ
- 岡山放送[4]
- テレビ新広島 - 初回から1994年2月11日まで放送[5]。

当時のフジテレビ系列フルネット局のうち未放送に終わったのは、富山テレビ、福井テレビ、テレビ静岡、山陰中央テレビ、テレビ愛媛、テレビ熊本、沖縄テレビなど。